# Divizia B 1994-1995
Divizia B 1994-1995 a fost al 55-lea sezon al Diviziei B.

## Clasament Seria I
| Poz | Echipa                   | MJ | V  | E | Î  | GM | GP  | G   | Pct | Promovare sau retrogradare                             |
| --- | ------------------------ | -- | -- | - | -- | -- | --- | --- | --- | ------------------------------------------------------ |
| 1   | FCM Bacău (C) (P)        | 34 | 22 | 5 | 7  | 76 | 30  | +46 | 71  | Format:Fb competiție 1995–96 Divizia A                 |
| 2   | Dacia Unirea Brăila      | 34 | 24 | 2 | 8  | 72 | 25  | +47 | 66  |                                                        |
| 3   | Politehnica Iași (P) (O) | 34 | 17 | 7 | 10 | 59 | 35  | +24 | 58  | Calificare în promotion playoffs                       |
| 4   | Cetatea Târgu Neamț      | 34 | 17 | 4 | 13 | 52 | 50  | +2  | 55  |                                                        |
| 5   | Bucovina Suceava         | 34 | 16 | 5 | 13 | 42 | 46  | −4  | 53  |                                                        |
| 6   | Dacia Pitești            | 34 | 16 | 3 | 15 | 67 | 55  | +12 | 51  |                                                        |
| 7   | Poiana Câmpina           | 34 | 16 | 2 | 16 | 56 | 53  | +3  | 50  |                                                        |
| 8   | Gloria Buzău             | 34 | 15 | 5 | 14 | 47 | 43  | +4  | 50  |                                                        |
| 9   | Steaua Mizil             | 34 | 14 | 6 | 14 | 46 | 47  | −1  | 48  |                                                        |
| 10  | Constant Galați          | 35 | 14 | 5 | 16 | 44 | 46  | −2  | 47  |                                                        |
| 11  | Rocar București          | 34 | 15 | 2 | 17 | 43 | 61  | −18 | 47  |                                                        |
| 12  | Metalul Plopeni          | 34 | 14 | 3 | 17 | 38 | 45  | −7  | 45  |                                                        |
| 13  | CS Portul Constanța      | 34 | 13 | 5 | 16 | 48 | 53  | −5  | 44  |                                                        |
| 14  | FC Râmnicu Vâlcea        | 34 | 13 | 5 | 16 | 40 | 44  | −4  | 44  |                                                        |
| 15  | Flacăra Moreni (R)       | 34 | 12 | 5 | 17 | 43 | 50  | −7  | 41  | Calificare în relegation playoffs                      |
| 16  | Faur București (R)       | 34 | 11 | 8 | 15 | 45 | 51  | −6  | 41  | Calificare în relegation playoffs                      |
| 17  | Acord Focșani (R)        | 34 | 11 | 5 | 18 | 44 | 60  | −16 | 38  | Retrogradare în Format:Fb competiție 1995-96 Divizia C |
| 18  | Callatis Mangalia (R)    | 34 | 6  | 3 | 25 | 37 | 106 | −69 | 21  | Retrogradare în Format:Fb competiție 1995-96 Divizia C |

Sursa: The Rec.Sport.Soccer Statistics Foundation
Reguli de clasare: 
1) puncte; 2) puncte în meciurile directe; 3) diferența de goluri în meciurile directe; 4) goluri marcate în meciurile directe; 5) diferența de goluri; 6) goluri marcate.
POZ = Poziția în clasament; (C) = Campioană; (R) = Retrogradată; (P) = Promovată; (E) = Eliminată; (O) = Câștigătoare de play-off; (A) = Avansează în runda următoare. 
Aplicabil doar când sezonul nu este terminat: 
(Q) = Calificare în faza competiției indicată; (TQ) = Calificare în competiție, dar încă nu în faza indicată; (RQ) = Calificată în competiția de retrogradare indicată; (DQ) = Descalificată din competiție.

Head-to-Head: rezultatele în meciurile directe sunt folosite pentru a departaja echipele.

## Clasament Seria II
| Poz | Echipa                        | MJ | V  | E | Î  | GM | GP | G   | Pct | Promovare sau retrogradare                             |
| --- | ----------------------------- | -- | -- | - | -- | -- | -- | --- | --- | ------------------------------------------------------ |
| 1   | Politehnica Timișoara (C) (P) | 34 | 24 | 6 | 4  | 75 | 20 | +55 | 78  | Format:Fb competiție 1995–96 Divizia A                 |
| 2   | Corvinul                      | 34 | 20 | 4 | 10 | 76 | 41 | +35 | 64  | Calificare în promotion playoffs                       |
| 3   | CFR Timișoara                 | 34 | 17 | 6 | 11 | 54 | 41 | +13 | 57  |                                                        |
| 4   | Tractorul Brașov              | 34 | 15 | 9 | 10 | 44 | 32 | +12 | 54  |                                                        |
| 5   | ASA Târgu Mureș               | 34 | 14 | 9 | 11 | 49 | 38 | +11 | 51  |                                                        |
| 6   | Unirea Alba Iulia             | 34 | 15 | 5 | 14 | 46 | 40 | +6  | 50  |                                                        |
| 7   | Jiul Petroșani                | 34 | 16 | 2 | 16 | 62 | 55 | +7  | 50  |                                                        |
| 8   | Metrom Brașov                 | 34 | 16 | 2 | 16 | 40 | 43 | −3  | 50  |                                                        |
| 9   | Unirea Dej                    | 34 | 15 | 4 | 15 | 51 | 49 | +2  | 49  |                                                        |
| 10  | Gloria Reșița                 | 34 | 15 | 4 | 15 | 44 | 45 | −1  | 49  |                                                        |
| 11  | Gaz Metan                     | 34 | 15 | 4 | 15 | 48 | 42 | +6  | 49  |                                                        |
| 12  | FC Bihor                      | 34 | 14 | 6 | 14 | 50 | 46 | +4  | 48  |                                                        |
| 13  | CSM Reșița                    | 34 | 13 | 9 | 12 | 34 | 38 | −4  | 48  |                                                        |
| 14  | IELIF Craiova                 | 34 | 14 | 5 | 15 | 46 | 52 | −6  | 47  |                                                        |
| 15  | ICIM Brașov (R)               | 34 | 13 | 4 | 17 | 35 | 38 | −3  | 43  | Calificare în relegation playoffs                      |
| 16  | CFR Cluj (R)                  | 34 | 10 | 7 | 17 | 49 | 67 | −18 | 37  | Calificare în relegation playoffs                      |
| 17  | Phoenix Baia Mare (R)         | 34 | 8  | 8 | 18 | 20 | 57 | −37 | 32  | Retrogradare în Format:Fb competiție 1995-96 Divizia C |
| 18  | FC Zalău (R)                  | 34 | 2  | 6 | 26 | 19 | 98 | −79 | 12  | Retrogradare în Format:Fb competiție 1995-96 Divizia C |

Sursa: The Rec.Sport.Soccer Statistics Foundation
Reguli de clasare: 
1) puncte; 2) puncte în meciurile directe; 3) diferența de goluri în meciurile directe; 4) goluri marcate în meciurile directe; 5) diferența de goluri; 6) goluri marcate.
POZ = Poziția în clasament; (C) = Campioană; (R) = Retrogradată; (P) = Promovată; (E) = Eliminată; (O) = Câștigătoare de play-off; (A) = Avansează în runda următoare. 
Aplicabil doar când sezonul nu este terminat: 
(Q) = Calificare în faza competiției indicată; (TQ) = Calificare în competiție, dar încă nu în faza indicată; (RQ) = Calificată în competiția de retrogradare indicată; (DQ) = Descalificată din competiție.

Head-to-Head: rezultatele în meciurile directe sunt folosite pentru a departaja echipele.

## Play-off de promovare
Echipele de pe locurile 15 și 16 din Divizia A s-au înfruntat cu echipele de pe locurile 3 și 2 ale Diviziei B. Meciurile s-au disputat pe teren neutru, prima pe Stadionul Municipal (Sfântu Gheorghe)|al doilea de pe Stadionul Municipal, iar a doua de pe Stadionul Municipal Gheorghe]] Stadionul Tineretului din Brașov.
| Echipa 1                       | Scor                | Echipa 2                    |
| ------------------------------ | ------------------- | --------------------------- |
| Sportul Studențesc (Div. A)    | 1–0                 | (Div. B) Corvinul Hunedoara |
| Electroputere Craiova (Div. A) | 2–2 d.p. 3–4 d.l.d. | (Div. B) Politehnica Iași   |

## Play-off pentru retrogradare
Echipele de pe locurile 15 și 16 din Divizia B s-au înfruntat cu echipele de pe locul 2 din Divizia C. Meciurile s-au disputat pe teren neutru, primul pe Stadionul Municipal din Buzău, cel de-al doilea pe Stadionul Astra din Ploiești, al treilea pe Electro-Precizia din Săcele și Stadionul Gloria din Bistrița.
| Echipa 1                | Scor                | Echipa 2                   |
| ----------------------- | ------------------- | -------------------------- |
| Faur București (Div. B) | 0–1                 | (Div. C) Dunărea Călărași  |
| ICIM Brașov (Div. B)    | 0–1                 | (Div. C) ARO Câmpulung     |
| Flacăra Moreni (Div. B) | 0–1                 | (Div. C) FC Onești         |
| CFR Cluj (Div. B)       | 0–0 d.p. 1–4 d.l.d. | (Div. C) Olimpia Satu Mare |

## Golgheteri Seria 1
- Narcis Răducan - Selena Bacău - 18
- Vasile Jercălău - Selena Bacău - 14
- Lavi Hrib - Rocar București - 10
- Daniel Baston - Constant Galați - 10
- Cristian Ciocoiu - Selena Bacău - 8
- Marius Axinciuc - Portul Constanța - 8
- Mihai Guriță - Bucovina Suceava - 5
- Costel Lazăr - Steaua Mizil - 5

## Golgheteri Seria 2
- Marcel Băban - Poli Timișoara - 14
- Mugur Gușatu - Poli Timișoara - 12
- Iulian Florescu - IELIF Craiova - 10
- Romulus Gabor - Corvinul Hunedoara - 10
- Cristian Coroian - CFR Cluj - 9
- Marius Păcurar - Corvinul Hunedoara - 9
- Mircea Stanciu - ASA Târgu Mureș - 5
- Leontin Doană - CSM Reșița - 5